# Synodontis tourei
Synodontis tourei är en fiskart som beskrevs av Jacques Daget 1962. Synodontis tourei ingår i släktet Synodontis och familjen Mochokidae. IUCN kategoriserar arten globalt som nära hotad. Inga underarter finns listade i Catalogue of Life.